# The Storm (dansk band)
 For alternative betydninger, se The Storm. (Se også artikler, som begynder med The Storm)
The Storm er et tidligere dansk rockband dannet i september 2006 af Pernille Rosendahl (den tidligere forsanger i Swan Lee) og Johan Wohlert (bassist i Mew), der er de eneste faste medlemmer af bandet.
Johan Wohlert har i 2014 sagt, at The Storm er sat på pause på ubestemt tid.

## Karriere

### 2006–09:Where the Storm Meets the Ground
Eks-parret Pernille Rosendahl og Johan Wohlert dannede i 2006 bandet The Storm, efter de havde fået et barn sammen og havde forladt deres tidligere musikalske engagementer i henholdsvis Swan Lee og Mew. I december 2006 skrev gruppen kontrakt med Universal Music i Danmark.
The Storm optrådte første gang offentligt den 11. januar 2008 live til P3 Guld, som den afsluttende kunstner. Bandet fremførte, hvad der blev dets første single, "Drops in the Ocean". The Storm optrådte med Rosendahl som vokalist, Wohlert og Mads Wegner på guitar, Michel Svane som trommeslager, Jakob Millung som bassist samt en keyboardspiller. Herefter fulgte debutalbummet Where the Storm Meets the Ground, der blev udgivet den 11. februar 2008. Albummet er produceret af den legendariske producer Roy Thomas Baker, der blandt andet har haft arbejdet med Queen, The Cars og danske Gasolin'. På pladen medvirker bl.a. Richard Fortus fra Guns N' Roses. Albummet blev ikke vel modtaget blandt de danske anmeldere, og The Storm er senere blevet beskyldt for at bruge materiale fra andre kunstnere. Where The Storm Meets the Ground blev en kommerciel succes med 25.000 solgte eksemplarer, som bandet modtog en guldplade for.

### 2009–10:Black Luck
The Storm gik i januar 2009 i studiet for at indspille album nummer to, Black Luck sammen med producer Jacob Hansen, som Pernille blev introduceret til via Volbeat, da hun sang duet med Michael Poulsen på nummeret "Mary Ann's Place". På albummet medvirker selv samme Poulsen på sangen "Black Shot Eyes". Om albummet sagde Pernille Rosendahl, "Det er som at komme hjem efter en lang rejse at have total kontrol igen. Vi er tilbage ved vores rødder og sætter igen vores fingeraftryk på alt". Black Luck udkom den 12. oktober 2009 på gruppens eget selskab WR Production i samarbejde med Target Records. Albummet solgte 1150 eksemplarer i den første uge, og debuterede som nummer syv på album-listen. Black Luck tilbragte tilsammen fire uger i top 40, og har pr. marts 2010 solgt 10.000 eksemplarer ifølge pladeselskabet. GAFFAs anmelder gav albummet 4/6 stjerner. I august 2010 skrev The Storm under på en international kontrakt med det finske pladeselskab Spinefarm Records. Black Luck udkom den 27. oktober i Storbritannien, Tyskland, Schweiz, Østrig og Finland gennem Spinefarm.

### 2011–nu:Rebel Against Yourself
Den 7. marts 2011 udkom singlen "Lost in the Fire", som forløber for gruppens tredje studiealbum, Rebel Against Yourself. Singlen blev The Storm's største hit til dato, med en topplacering som nummer tre på hitlisten og en platinplade for mere end 30.000 solgte downloads. Rebel Against Yourself udkom den 29. august 2011, og er inspireret af navne som Abba, Dire Straits og Pet Shop Boys. I forhold til duoens tidligere album, har de bevæget sig væk fra den tunge rocklyd til en mere nordisk poplyd. The Storm har samarbejdet med den svenske rockgruppe Kent på to af albummets numre, heriblandt andensinglen "My Crown". Rebel Against Yourself gik ind som nummer fem på album-listen med et salg på 955 eksemplarer i den første uge. Albummet tilbragte blot fire uger på hitlisten.
I oktober 2013 kom det frem, at Pernille Rosendahl og Johan Wohlert er blevet skilt. De fortæller dog, at de fortsat vil lave musik sammen. 

## Medlemmer
- Johan Wohlert – guitar
- Pernille Rosendahl – vokal

## Diskografi

### Album
| År   | Titel                            | Højeste placering | Certificering |
| År   | Titel                            | DAN               | Certificering |
| ---- | -------------------------------- | ----------------- | ------------- |
| 2008 | Where the Storm Meets the Ground | 2                 | - Guld        |
| 2009 | Black Luck                       | 7                 |               |
| 2011 | Rebel Against Yourself           | 5                 |               |

### Singler
| År                                                               | Single                      | Højeste placering | Certificering | Album                            |
| År                                                               | Single                      | DAN               | Certificering | Album                            |
| ---------------------------------------------------------------- | --------------------------- | ----------------- | ------------- | -------------------------------- |
| 2008                                                             | "Drops in the Ocean"        | 5                 | - Guld        | Where the Storm Meets the Ground |
| 2008                                                             | "Lullaby"                   | 20                |               | Where the Storm Meets the Ground |
| 2009                                                             | "Honesty"                   | —                 |               | Black Luck                       |
| 2009                                                             | "Are Your Shoes Too Tight?" | —                 |               | Black Luck                       |
| 2010                                                             | "Pass for a Lonely Person"  | —                 |               | Black Luck                       |
| 2011                                                             | "Lost in the Fire"          | 3                 | - Platin      | Rebel Against Yourself           |
| 2011                                                             | "My Crown"                  | —                 |               | Rebel Against Yourself           |
| 2012                                                             | "Raver"                     | —                 |               |                                  |
| 2013                                                             | "Broken Bones"              | 15                |               |                                  |
| "—" markerer en udgivelse der ikke opnåede en hitlisteplacering. |                             |                   |               |                                  |

### Featuring
- Alexander Brown - Mind Distorted (feat. The Storm)